# Dorszyn
Dorszyn [pronunciación en polaco: /ˈdɔrʂɨn/] es un pueblo en el distrito administrativo de Gmina Łęki Szlacheckie, dentro del distrito de Piotrków, voivodato de Łódź, en el centro de Polonia. Se encuentra aproximadamente 6 kilómetros al norte de Łęki Szlacheckie, 22 kilómetros al sudeste de Piotrków Trybunalski, y 67 kilómetros al sudeste de la capital regional, Łódź.